# Светильник
Свети́льник — общее название большой группы устройств, приборов применявшихся ранее и применяемых сейчас для освещения. В русском языке семантически оборудование, дающее свет, разделяется на светильники различных типов (люстра, ночник, торшер и т.д.) и технические осветительные приборы (прожекторы, вспышки, софиты и т.д.). Любое оборудование, дающее свет, может обозначаться словом освещение. Исторически навесные и стоячие осветительные приборы в интерьере назывались осветительной арматурой.
Современные светильники состоят из одного или нескольких электрических искусственных источников света и осветительной арматуры.

## Классификация светильников

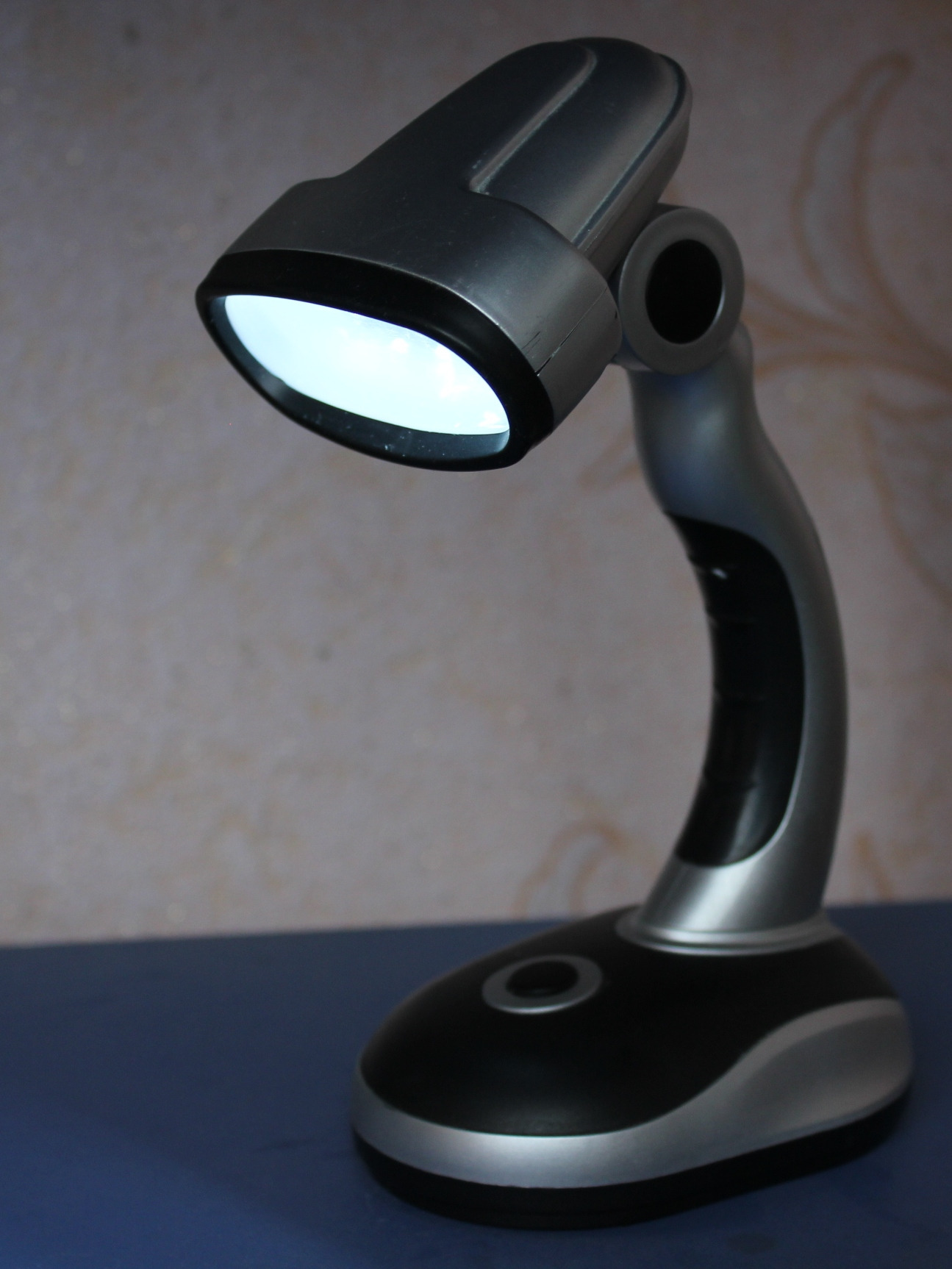
Светильник настольный светодиодный на элементах питания АА

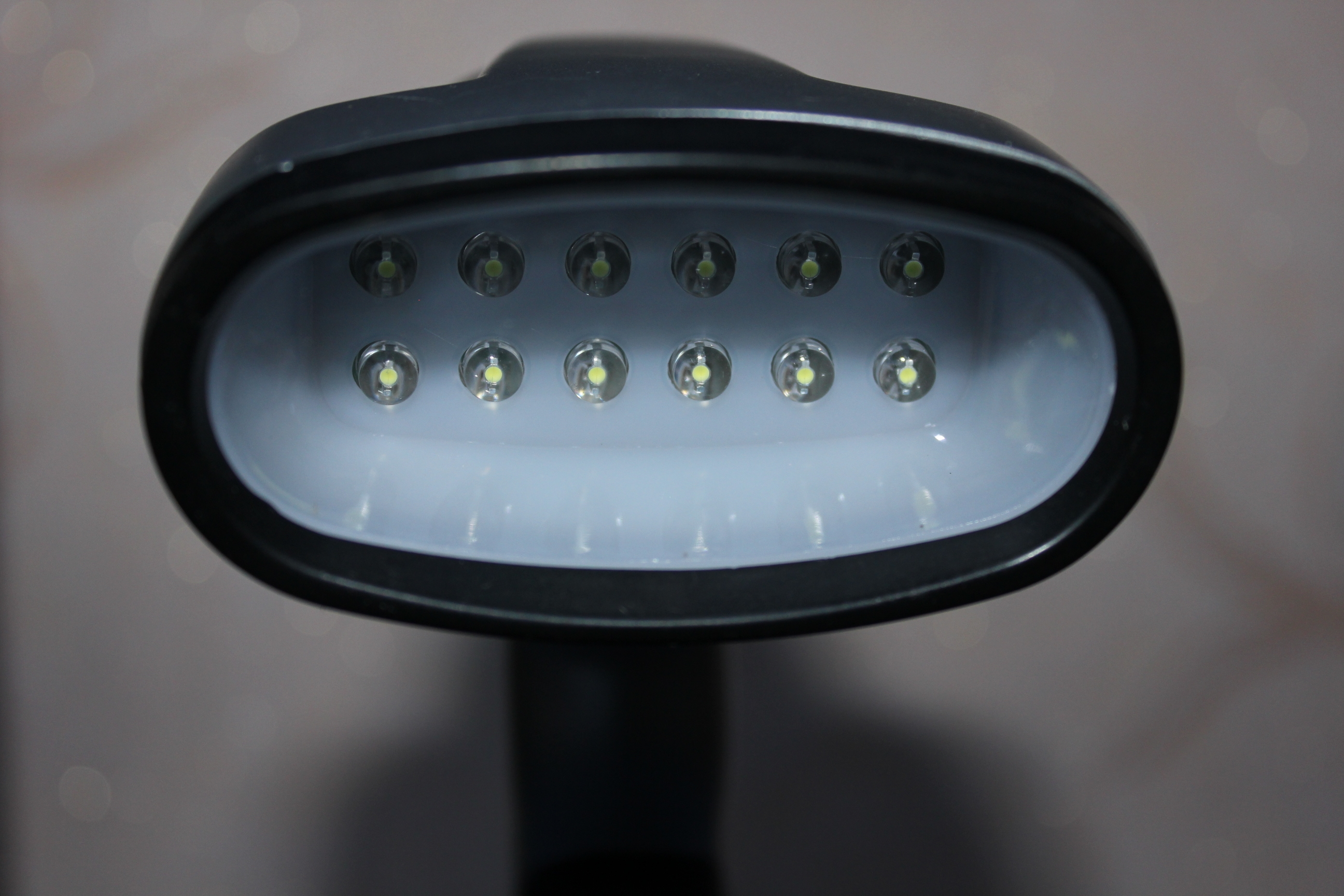
Непосредственно источники света (светодиоды) и отражатель, закрытые окном из прозрачного пластика.

### по условиям эксплуатации
- световые приборы для помещений
- световые приборы для открытых пространств (уличные, садово-парковые и пр.)

### по характеру светораспределения[5][6]
- Прямого света (прожекторы)
- Преимущественно прямого света
- Рассеянного света
- Преимущественно отражённого света
- Отражённого света

### по типу лампы
- с лампой накаливания
- с люминесцентной лампой
- с газосветной лампой
- с лампами смешанного света
- с радиолюминесцентными и электролюминесцентными (в том числе светодиодами) источниками света
- с электродуговой угольной лампой (ныне не применяются)
- светодиодные
- карбидные

### по форме фотометрического тела
- симметричные световые приборы
- круглосимметричные световые приборы
- не симметричные световые приборы

### по степени защиты от пыли и воды
Все светильники классифицируются по степени защиты от окружающей среды. Для обозначения степени защиты применяются буквы «IP» и следующие за ним две цифры.
Цифры означают:
Первая цифра — Защита от твердых тел и пыли
0 — Защита отсутствует;
1 — защита от твердых тел размером более 50 мм;
2 — защита от твердых тел размером более 12 мм;
3 — защита от твердых тел размером более 2.5 мм;
4 — защита от твердых тел размером более 1 мм;
5 — защита от пыли;
6 — пыленепроницаемость.
Вторая цифра — Защита от влаги
0 — Защита отсутствует;
1 — Защита от попадания капель, падающих вертикально вниз;
2 — Защита от попадания капель, падающих сверху под углом к вертикали не более 15° (оборудование в нормальном положении);
3 — Защита от попадания капель или струй, падающих сверху под углом к вертикали не более 60°, защита от дождя;
4 — Защита от попадания капель или брызг, падающих под любым углом, защита от брызг;
5 — Защита от попадания струй воды под любым углом;
6 — Защита от волн воды;
7 — Защита от попадания воды при временном погружении в воду;
8 — Защита от попадания воды при постоянном погружении в воду.

### по способу крепления или установки[5]
- Светильники стационарные

- потолочные
- настенные (в том числе, Бра)
- встраиваемые
- подвесные
- пристраиваемые

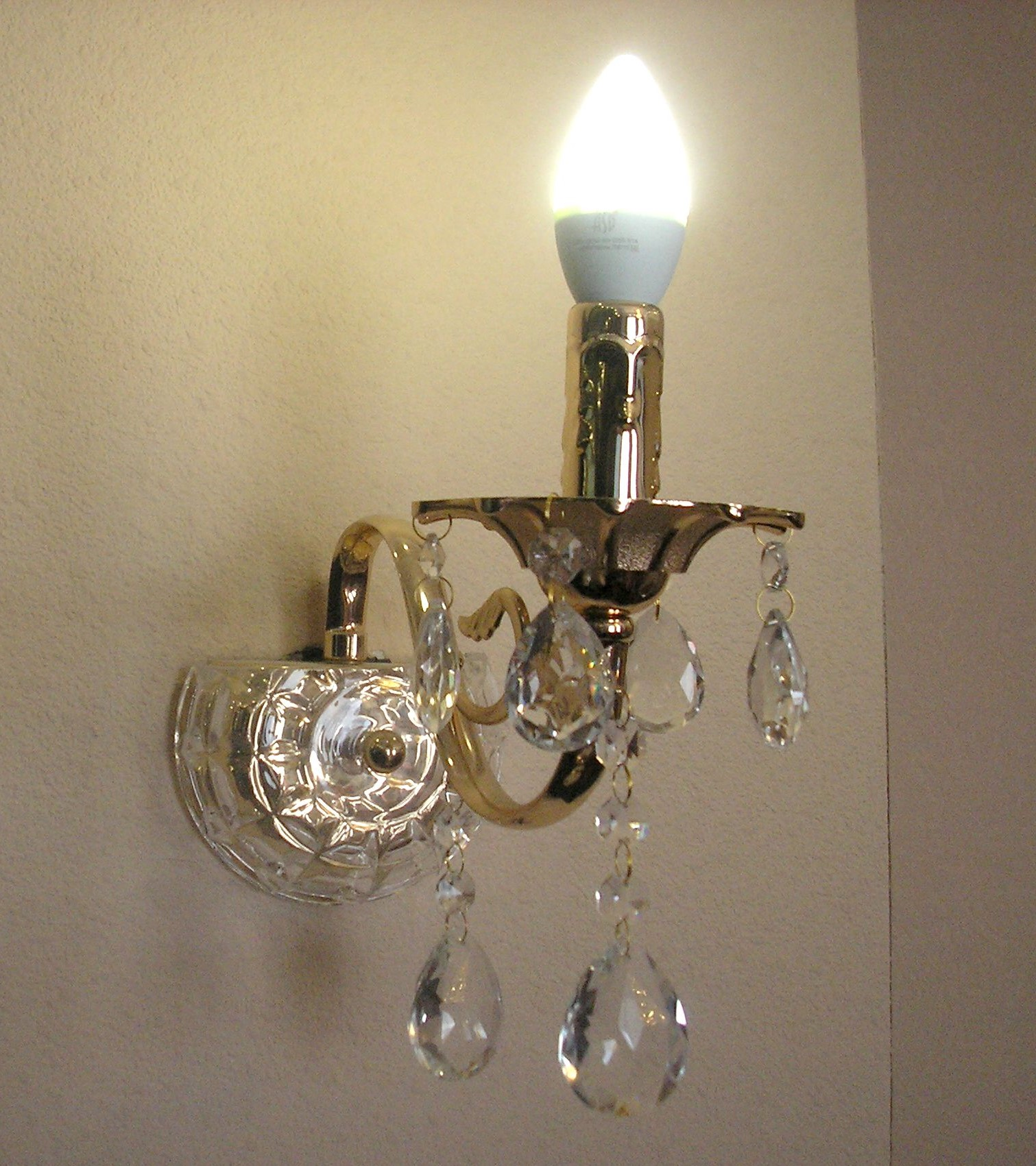
Настенный светильник

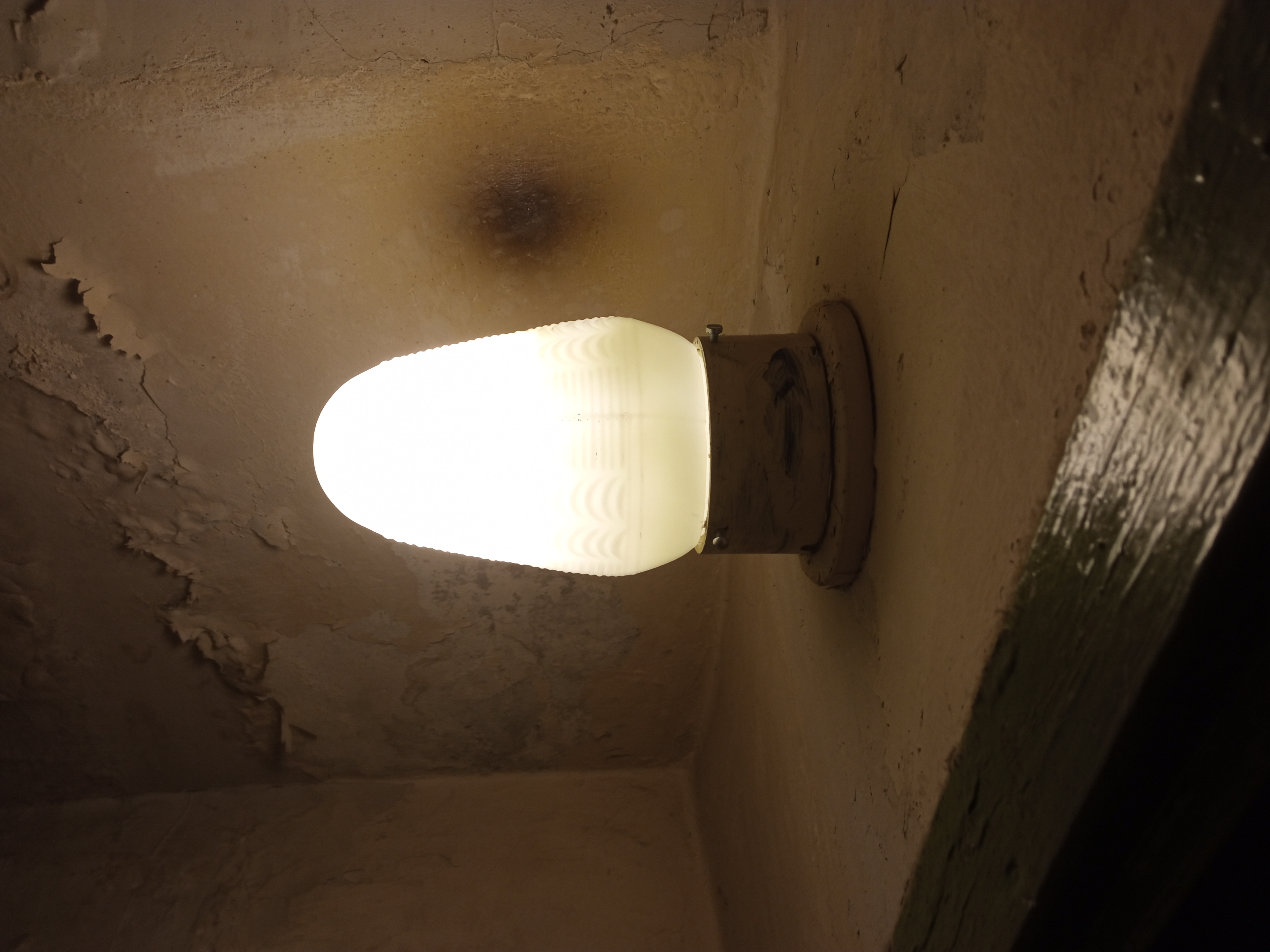
Настенно-потолочный светильник

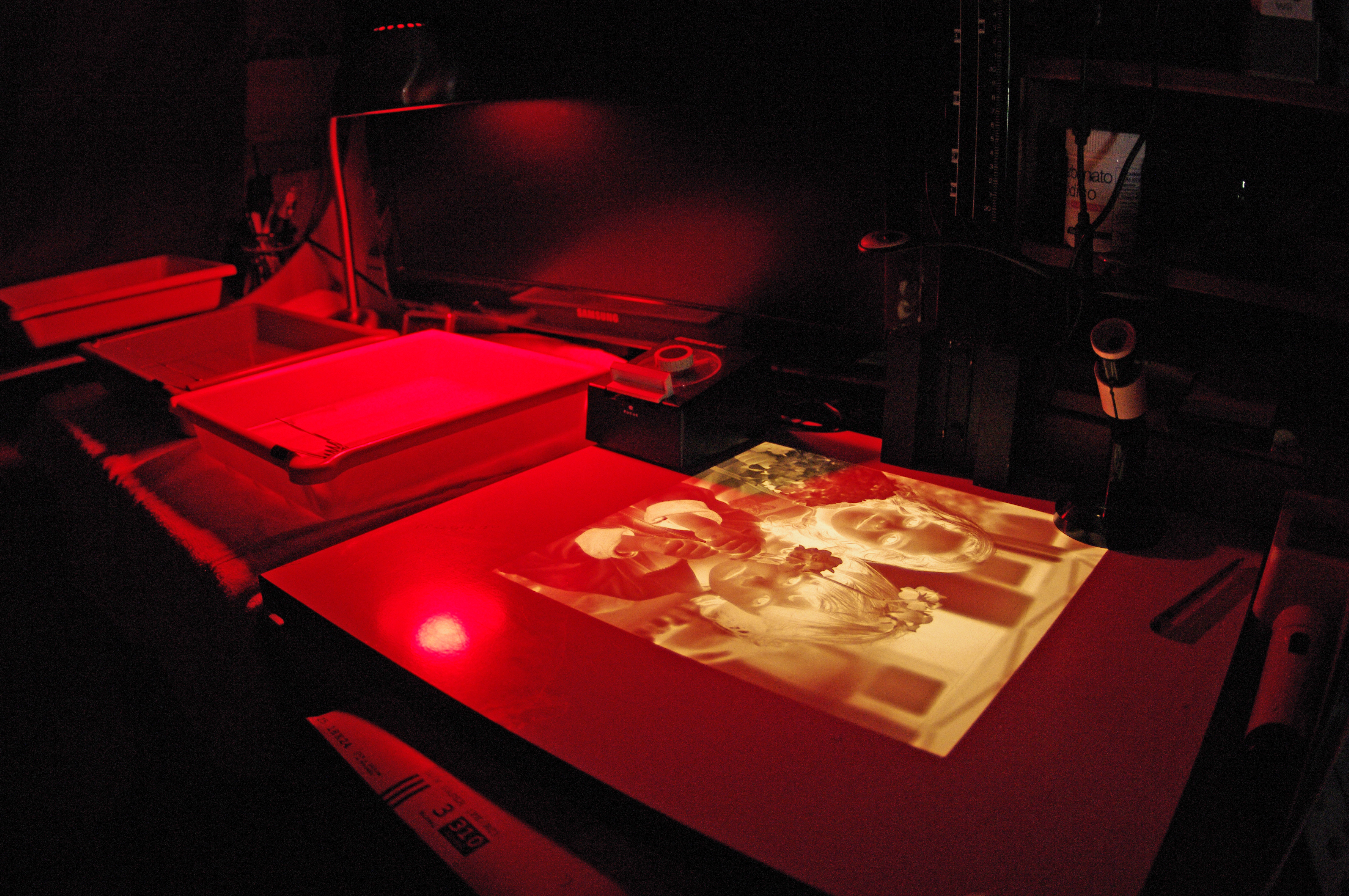
Освещение красного цвета в помещении для печати фотографий

- венчающие (в том числе, торшерные)
- консольные
- торцевые

- Светильники нестационарные

- настольные
- напольные
- ручные
- головные

### по возможности перемещения при эксплуатации
- стационарные
- переносные
- передвижные

### по способу питания лампы
- сетевые
- с индивидуальным источником питания
- комбинированного питания

### по возможности изменения положения оптической системы
- подвижные
- неподвижные

### по возможности изменения светотехнических характеристик
- регулируемые
- нерегулируемые

### по способу охлаждения
- с естественным охлаждением
- с принудительным охлаждением

Также светильники классифицируются:
- по классу защиты от поражения электрическим током;
- по климатическому исполнению и категории размещения;
- по пожаробезопасности[5].

## Примеры светильников
- Бра (светильник) (настенный светильник)
- Люстра
- Керосиновая лампа
- Паникадило
- Плафон (потолочный светильник)
- Масляная лампа
- Торшер (напольный (венчающий) светильник)